# Амин-N-метилтрансфераза
Амин-N-метилтрансфераза (КФ 2.1.1.49) — фермент, катализирующий метилирование триптамина и структурно родственных соединений. Присутствует практически во всех в тканях, кроме нервных.
Катализируемая реакция:
- S-Аденозилметионин + амин {\displaystyle \rightleftharpoons } S-Аденозилгомоцистеин + метилированный амин

В соответствии с общей формулой процесса, при использовании в качестве субстрата, например, триптамина или серотонина в качестве продуктов образуются, соответственно, диметилтриптамин (DMT) и буфотенин.
Фермент принадлежит к классу трансфераз, более специфично — к подклассу метилтрансфераз. Систематической название этого семейства ферментов — S-аденозил-L-метионин:амин N-метилтрансферазы. Также в рутинном использовании часто встречаются названия субстрат-специфичных представителей семейства: никотин N-метилтрансфераза, триптамин N-метилтрансфераза, индолэтиламин N-метилтрансфераза (на илл.) и ариламин N-метилтрансфераза. Ферменты этого семейства участвуют в метаболизме триптофана.
В качестве электрон-акцепторного субстрата ферментами этого семейства может использоваться множество первичных, вторичных и третичных аминов, включая триптамин, анилин, никотин, ряд лекарственных веществ и других ксенобиотиков.
На конец 2007 года была расшифрована третичная структура только одного представителя этого семейства ферментов; код в Protein Data Bank: 2A14.